# Авалит
Авалит је минерал који припада врсти илита. Име је добио по планини Авали, јужно од Београда у Србији, где је нађен. То је минерал који се обично налази са кварцом и доломитом, будући да су налазишта у Србији на истим локалитетима.
Зелене је боје, први га је пронашао и пријавио проналазак 1884. године српски хемичар Сима Лозанић.

## Састав авалита
| једињење              | формула | процентни удео (%) |
| --------------------- | ------- | ------------------ |
| силицијум-диоксид     |         | 54,66              |
| алуминијум(III)-оксид |         | 20,46              |
| хром(III)-оксид       |         | 10,88              |
| гвожђе(III)-оксид     |         | 1,80               |
| магнезијум-оксид      |         | 2,06               |
| калијум-оксид         |         | 4,61               |
| вода                  |         | 5,66               |

## Историјат
Авалит је пронашао Сима Лозанић у авалским хидротермалним кварцитима са цинабаритом и он му је и дао назив. Први пут је анализирао овај минерал 1884. године, али тада није имао чист узорак, па је поновио анализу 1893. Тада је узорак био у виду зеленог праха. Лозанић је одредио хемијску формулу авалита као: , односно описао га је као алуминосиликат хрома и калијума, али га је редефинисао Стангачиловић 1956. године као хромни илит. 
Наведени састав минерала одговара узорку који је сушен на температури која прелази 100 °C. и који је испран хлороводоничном киселином. Реагује само с флуороводоничном киселином
З. Максимовић је 1957. године потврдио да је Лозанић био у праву када је 1884. пронашао да су милошин и александролит настали распадањем авалита, при чему се издвајају алкалије и део силицијум-диоксида.